# Muhàmmad ibn Khàlid aix-Xaybaní
Muhàmmad ibn Khàlid ibn Yazid aix-Xaybaní (àrab: محمد بن خالد بن يزيد الشيباني, Muḥammad ibn Ḫālid ibn Yazīd ax-Xaybānī) fou ostikan d'Armènia del 855 al 862.
Vers el 860 havia retornat de Samarra Gregori I Mamiconi, fill de Kurdik Mamiconi, príncep de Bagrevand, i havia estat restaurat a la seva herència. L'ostikan Muhàmmad ibn Khàlid va encarregar a Asoci el Gran, príncep de Bagaran, d'agafar-lo i portar-lo a la seva presència. Grigor va provar d'establir-se a Gazaneaq, a la comarca de Bagaleanq, però va morir sobtadament als set dies d'arribar i això va evitar a Asoci una situació complicada en la qual no podia desobeir l'ostikan i no volia perjudicar a Grigor. Va fer veure que havia complert les ordres enviant el cap del difunt com si fos ell que li hagués tallat per castigar a Grigor del que va dir que sospitava que es volia passar als romans d'Orient. Asoci fou recompensat amb la cessió del Bagrevand.
El 862 el va succeir com a ostikan Alí ibn Yahya al-Armaní.